# Вибір Софії (фільм, 1982)
«Вибір Софії» (англ. Sophie's Choice) — американський драматичний фільм 1982 року режисера Алана Пакули. Екранізація однойменного роману Вільяма Стайрона. Фільм дозволений для показу глядачам старшим ніж 16 років.

## Сюжет
Незабаром після закінчення Другої світової війни молодий американський письменник Стінго (Пітер Макнікол) приїхав з півдня США до Нью-Йорку і поселився у будинку, де проживає польська іммігрантка Софія (Меріл Стріп), що пережила концентраційний табір, та її коханець Натан (Кевін Клайн) — агресивний і непередбачуваний американський єврей, який представився біологом. Поступово всі троє стають друзями, проте ця ідилія дуже хитка. Виявляється, що і Софія, і Натан мають свої таємниці і між героями розвивається дуже складний взаємозв'язок…

## Ролі виконують
- Меріл Стріп — Софія Завістовська
- Кевін Клайн — Натан Ландау
- Пітер Мак-Нікол[en] — Стінго
- Рита Карін[en] — Єта Цімерман
- Стівен Д. Ньюмен[en] — Ларрі Ландау
- Джош Мостел[en] — Моріс Фінк
- Марсель Розенблат — Астрід Вайнштейн
- Робін Бартлет[en] — Ліліан Гросман
- Віда Єрман — охоронець

## Нагороди
- 1983 Премія «Оскар» Академії кінематографічних мистецтв і наук:
  - Премія «Оскар» за найкращу жіночу роль — Меріл Стріп
- 1983 Премія «Золотий глобус» Голлівудської асоціації іноземної преси:
  - Премія «Золотий глобус» за найкращу жіночу роль — драма — Меріл Стріп
- 1982 Премія Асоціації кінокритиків Лос-Анджелеса:
  - найкращій акторці — Меріл Стріп
- 1982 Номінація на премію Товариства кінокритиків Нью-Йорка (NYFCC):
  - найкраща акторка — Меріл Стріп
  - найкращий оператор — Не́стор Альме́ндрос
- 1982 Нагорода Товариства кінокритиків Канзас-Сіті (Kansas City Film Critics Circle Awards):
  - найкраща акторка — Меріл Стріп
- 1983 Премія Спілки кінокритиків Бостона:
  - Найкраща акторка[en] — Меріл Стріп
- 1984 Премія «Роберт»:
  - найкращий іноземний фільм
- 1984 Нагорода Кінема Дзюмпо:
  - найкращий фільм іноземною мовою — Алан Пакула